# Duocilinder
Duocilinder (tudi dvojni valj) je geometrijski objekt potopljen v štirirazsežni evklidski prostor. Geometrijski objekt je definiran kot kartezični produkt dveh krogov s polmerom r.
{\displaystyle D=\{(x,y,z,w)|x^{2}+y^{2}\leq r^{2},\ z^{2}+w^{2}\leq r^{2}\}}
To je analogija valju v trirazsežnem prostoru, kjer je kartezični produkt kroga in daljice.

## Geometrija

### Povezava trimnogoterosti
Duocilinder je povezava dveh medsebojno pravokotnih trimnogoterosti s površino, ki je podobna torusu. Lahko jo opišemo z enačbami:
{\displaystyle x^{2}+y^{2}=r^{2},z^{2}+w^{2}\leq r^{2}}
in
{\displaystyle z^{2}+w^{2}=r^{2},x^{2}+y^{2}\leq r^{2}}
Duocilinder se tako imenuje zato, ker povezuje ti dve trimnogoterosti in si ga lahko predstavljamo kot trirazsežne valje, ki so tako upognjeni v štirirazsežnem, da tvorijo zaprte zanke v ravninah XY in ZW. Duocilinder ima vrtilno simetrijo v teh ravninah.

### Sedlo
Sedlo duocilindra je dvorazsežna mnogoterost, ki je meja med dvema  povezujočima torusoma. Ima obliko Cliffordovega torusa, ki je kartezični produkt dveh krožnic. Konstruiramo ga na naslednji način: Zvijemo  dvorazsežni pravokotnik v valj tako, da se srečata njegov spodnji in zgornji rob. Potem zvijemo valj v ravnini , ki je pravokotna na trirazsežno hiperravnino v kateri leži valj tako, da se srečata njegova dva krožna konca.

### Projekcije
Vzporedne projekcije duocilindra v trirazsežni prostor in njegovi prečni preseki s trirazsežnim prostorom tvorijo valje. Projekcija duocilindra v perspektivi tvori oblike podobne torusu z izpolnjeno luknjo.

### Odnos do drugih oblik
Duocilinder je mejna oblika duoprizem ko bi se število prizem približevalo neskončnosti. Duoprizme tako služijo kot dober približek duocilindra.
V trirazsežnem prostoru se valj obravnava kot nekaj med kocko in sfero. V štirirazsežnem obstajajo tri vmesne oblike med teseraktom (1-kroglax1-krogla x 1-krogla x 1-krogla) in hipersfero (4-krogla). To so telesa telo, ki jih imenujemo kubinder (2-krogla × 1-krogla × 1-krogla), duocilinder (2-krogla × 2-krogla) in sferinder (3-krogla × 1-krogla). Te konstrukcije odgovarjajo razdelitvi števila 4, kar je število razsežnosti. 